# Марчіуе
Марчіуе (ісп. Marchigüe) — селище в Чилі. Адміністративний центр однойменної комуни. Населення - 2 208 осіб (2002). Селище і комуна входить до складу провінції Карденаль-Каро та регіону Лібертадор-Хенераль-Бернардо-О'Хіггінс.
Територія — 660 км². Чисельність населення - 7308 мешканців (2017). Щільність населення - 11,1 чол./км².

## Розташування
Селище розташоване за 86 км на захід від адміністративного центру області міста Ранкагуа та за 37 км на схід від адміністративного центру провінції міста Пічилему.
Комуна межує:
- на півночі - з комунами Літуече , Ла-Естрелья
- на сході - з комуною Пічидегуа
- на південному сході - з комуною Пералільйо
- на півдні - з комуною Пуманке
- на заході - з комуною Пічилему